# Piccole bugie tra amici
Piccole bugie tra amici (Les petits mouchoirs) è un film del 2010 scritto e diretto da Guillaume Canet, e con protagonisti François Cluzet, Marion Cotillard, Benoît Magimel, Gilles Lellouche, Jean Dujardin, Laurent Lafitte, Valérie Bonneton e Pascale Arbillot. Il film è stato distribuito in patria il 20 ottobre 2010.

## Titolo
Il titolo francese Les petits mouchoirs è un riferimento all'espressione le mettre dans la poche avec le mouchoir par dessus, che significa "mettere qualcosa in tasca con sopra il fazzoletto", in altre parole tenere nascosto qualcosa, tentare di dimenticarsene.

## Trama
Ludovic detto Ludo, dopo una notte nella movida parigina, rimane vittima di un incidente stradale, che lo lascia in stato comatoso fra la vita e la morte. Subito dopo il ricovero in ospedale l'uomo riceve la visita dei suoi amici, i quali, nonostante l'incidente, decidono comunque di non negarsi la loro tradizionale vacanza estiva.
La meta della vacanza è Cap Ferret, dove Max possiede una bellissima villa sul mare. In questo scenario si avvicendano le storie dei vari personaggi: Vincent scopre di nutrire dei sentimenti verso Max, a sua volta Max vive con grande tensione la situazione e ha momenti di ira così accesi da imbarazzare tutto il gruppo, Eric fa la corte a qualunque donna incontri e sarà lasciato dalla fidanzata Léa, Marie si concede fugaci storie di sesso perché incapace di stabilire relazioni durevoli, infine Antoine vive nella speranza di ricevere messaggi dalla donna che l'ha lasciato e che sta per sposarsi con un altro uomo. Completano il gruppo la moglie di Max, Véro, donna forte e comprensiva, e Isabelle, la moglie di Vincent, insoddisfatta e infelice per la mancanza di vita sessuale tra lei e il marito.
L'amaro sfogo di Jean-Louis, abitante del luogo ed amico di vecchia data del gruppo, comincerà a incrinare il velo di ipocrisia tra gli amici; sarà lui il primo a dare la notizia della morte di Ludo, mettendo a nudo tra le lacrime le tante bugie dette agli altri e a se stessi. Pochi giorni dopo, al funerale di Ludo, il gruppo si ritrova e gli equilibri si ripristinano; Max e Vincent si riconciliano e si abbracciano, Eric si avvicina a Marie che ha scoperto in precedenza di essere incinta. Juliette infine torna da Antoine e contano di sposarsi; in un ultimo gesto d'affetto Jean-Louis, pur preso da mille difficoltà nella sua vita, arriva in extremis a portare un po' di sabbia dalla spiaggia per versarla sulla tomba di Ludo.

## Produzione
La sceneggiatura del film è stata realizzata in cinque mesi. Il cast del film ha vissuto per tre giorni a maggio nella casa che viene mostrata nel film, in modo da diventare familiari con essa prima dell'inizio delle riprese in estate. La produzione del film è iniziata ad agosto 2009 ed è finita ad ottobre. Le riprese sono state effettuate fra Parigi e Cap Ferret.

## Distribuzione
Il film è stato presentato in anteprima al Festival internazionale del cinema di Toronto nel 2010. È stato poi distribuito in Francia il 20 ottobre 2010 dalla EuropaCorp Distribution, che l'ha lanciato in circa 550 cinema.

## Sequel
Nel 2019 è stato prodotto un sequel intitolato Grandi bugie tra amici (Nous finirons ensemble), sempre diretto da Guillaume Canet.